# 무지개

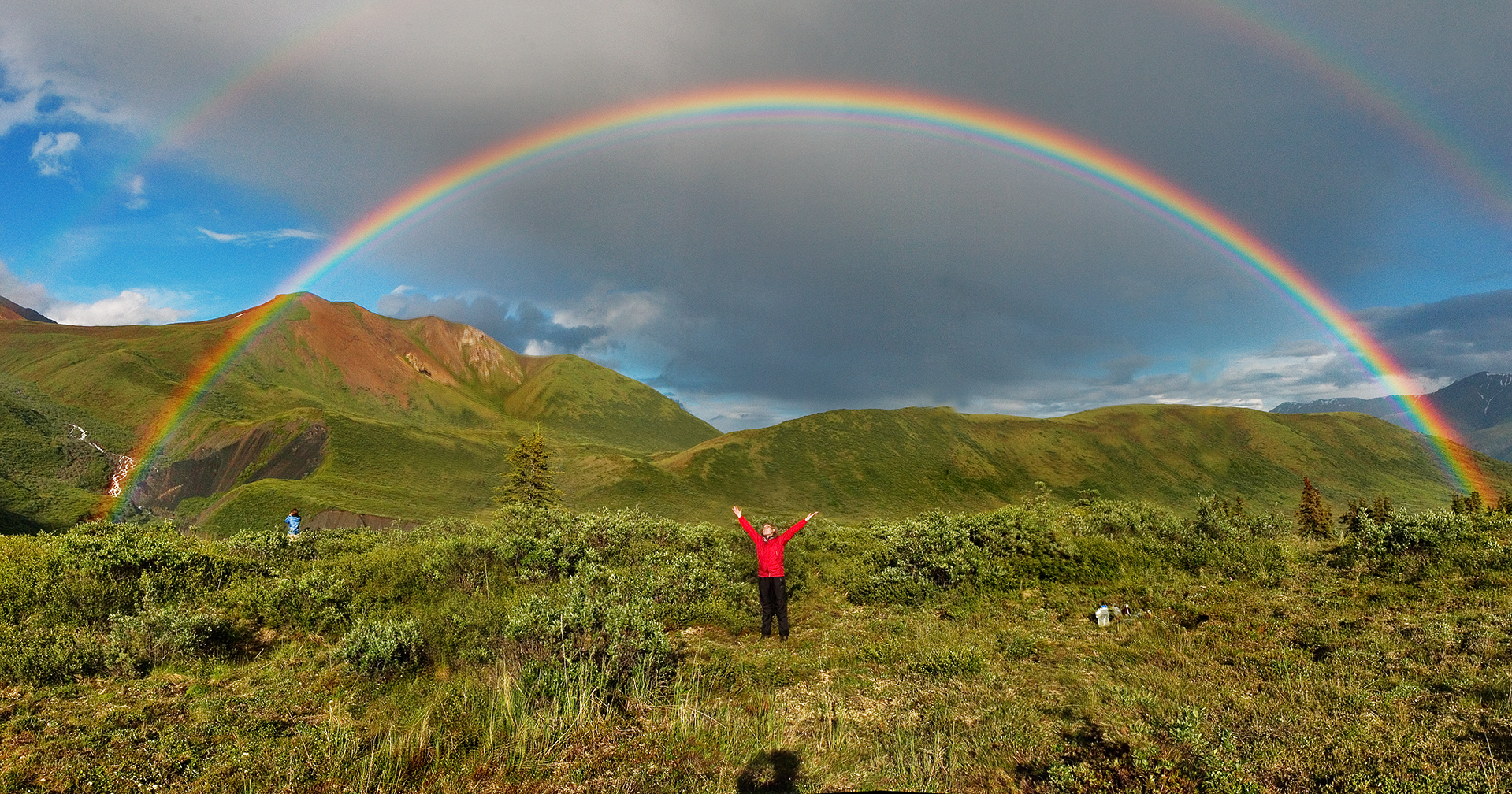
쌍무지개
미국, 알래스카

무지개 색의 도식화

무지개(영어: rainbow, 문화어: 색동다리)는 하늘에서, 눈에 보이는 반원형의 호(弧)를 이루는 일곱 가지 색의 띠를 말한다. 색 경계가 분명하지 않아 각 문화권마다 색의 개수가 다르게 인식되기도 한다.
대부분 지표로부터 하늘에 걸쳐서 나타나는 반원형 고리 모양으로 나타난다. 공기 중에 떠 있는 수많은 물방울에 햇빛이나 달빛 이닿아 물방울 안에서 굴절과 반사가 일어날 때, 물방울이 프리즘과 같은 작용을 하여 분산되어 나타나는 현상이다.
세계에서 가장 오랫동안 관측된 무지개는 2017년 11월 27일 중화민국 타이베이에서 관측된 것으로, 9시간 내내 무지개가 떠올랐다.

## 종류
완전한 무지개는 보통 두 개의 무지개로 되어 있다. 안쪽에 있는 선명한 무지개를 1차무지개라고 하는데, 1차 무지개의 가장 바깥쪽은 빨간색이고 안쪽은 보라색이다.  1차 무지개보다 덜 뚜렷한 2차 무지개는 1차 무지개의 바깥쪽에 나타나는데, 2차 무지개는 햇빛이 물방울 속에서 두 번 반사한 뒤에 생긴다. 그러므로 색깔의 순서가 1차 무지개와는 반대로, 안쪽이 빨간색이고 바깥쪽이 보라색이다. 태양이 높이 뜰수록 무지개의 높이는 낮아진다. 만약 태양의 고도가 55°보다 높으면 무지개는 보이지 않으며, 태양이 수평선 가까이에 있을 때 가장 잘 보인다.

### 1차 무지개
보통 뜨는 1차 무지개로, 수무지개라고도 불린다. 태양과 관측자를 연결하는 선을 연장한 방향을 중심으로 시반경 40~42°로 나타나며, 안쪽이 보라색, 바깥쪽이 빨간색으로 배열된 햇빛 스펙트럼이다.

### 2차 무지개
2차 무지개는 암무지개라고도 불린다. 시반경 50~53°로 나타나며, 빗방울 안에서 빛이 굴절과 두 번 반사가 일어날 때 만들어진다. 무지개 색 배열은 안쪽에 있는 무지개는 1차 무지개와 색 배열이 같지만 바깥쪽에 있는 무지개 색 배열은 안쪽이 빨간색, 바깥쪽이 보라색으로 1차 무지개와 달리 반대 색상 배열로 나타난다. 1차 무지개와 2차 무지개가 함께 뜬 것을 묶어 쌍무지개라고 부른다.

### 무지개 구름
보통 채운(Rainbow cloud)이라고 불린다. 태양 방향으로 시반경 38~42°로 나타나며, 주로 무지개 색이 뒤섞여 나타난다.

## 띠의 두께
각 색깔띠의 넓이는 일정하지 않고, 무지개가 생긴 곳의 빗방울 크기에 따라 결정되는데, 빗방울이 클수록 띠가 좁다.

## 색의암기법
무지개 색과 그 순서를 암기하는 방법은 많으며 보통 각 색의 첫 글자를 따서 외운다.

### 영어권
영어권에서는 무지개의 색을 빨강, 주황, 노랑, 녹색, 파랑, 남색, 보라의 순으로 보며, Roy G. Biv를 이용해서 외운다. 이는 Red, Orange, Yellow, Green, Blue, Indigo, Violet의 첫글자를 따온 것을 사람 이름처럼 한 것이다.
| 빨강 | 주황 | 노랑 | 녹색 | 파랑 | 남색 | 보라 |
|      |      |      |      |      |      |      |

## 갤러리

무지개 색의 도식화
무지개의 발생 원리
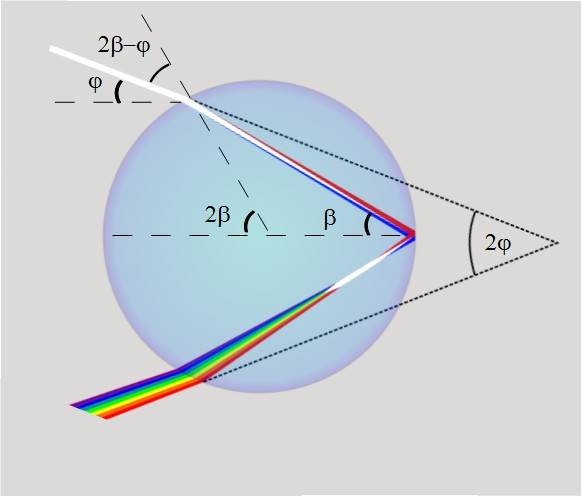
무지개 발생 원리, 수학적 분해
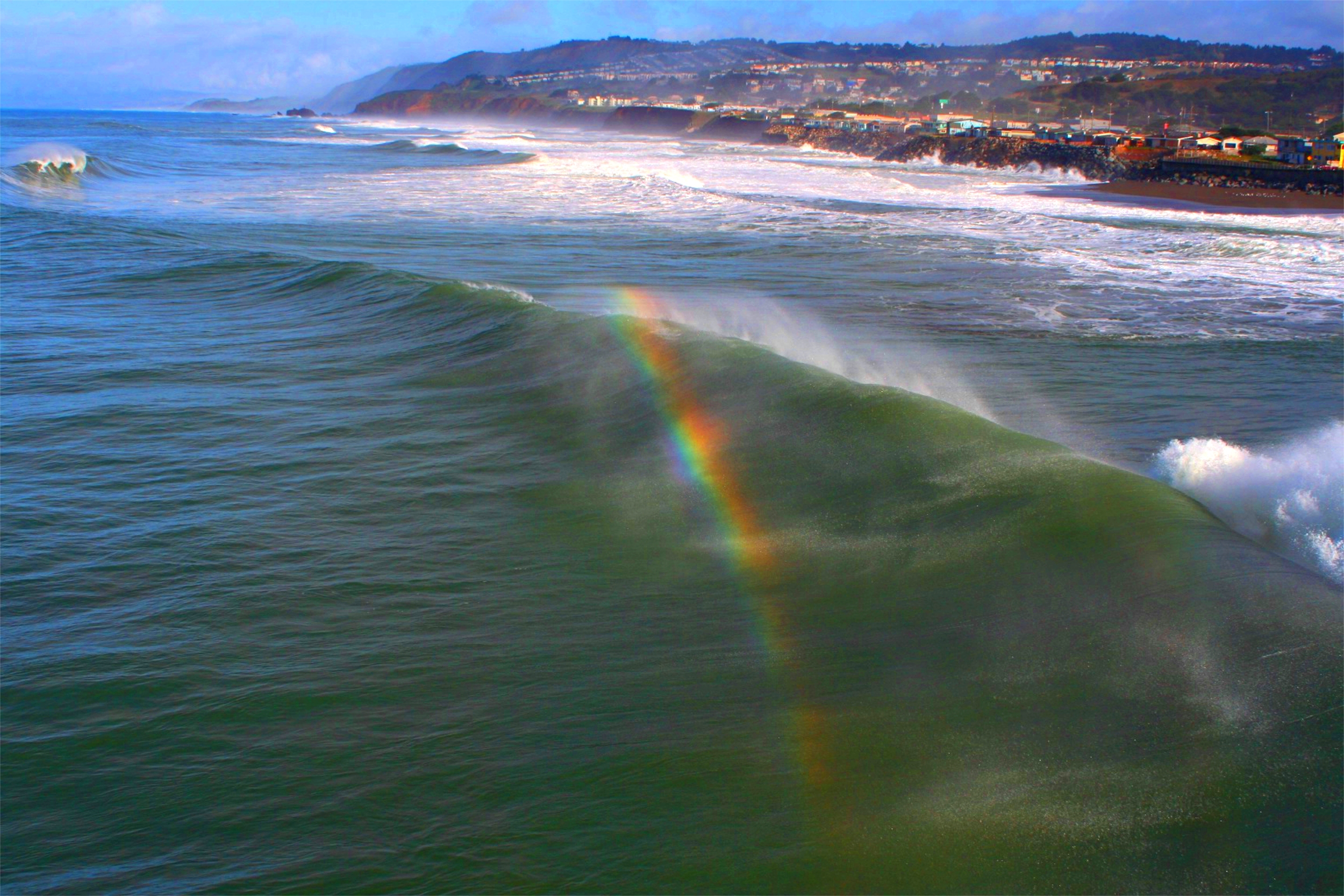
파도에서 발생하는 무지개
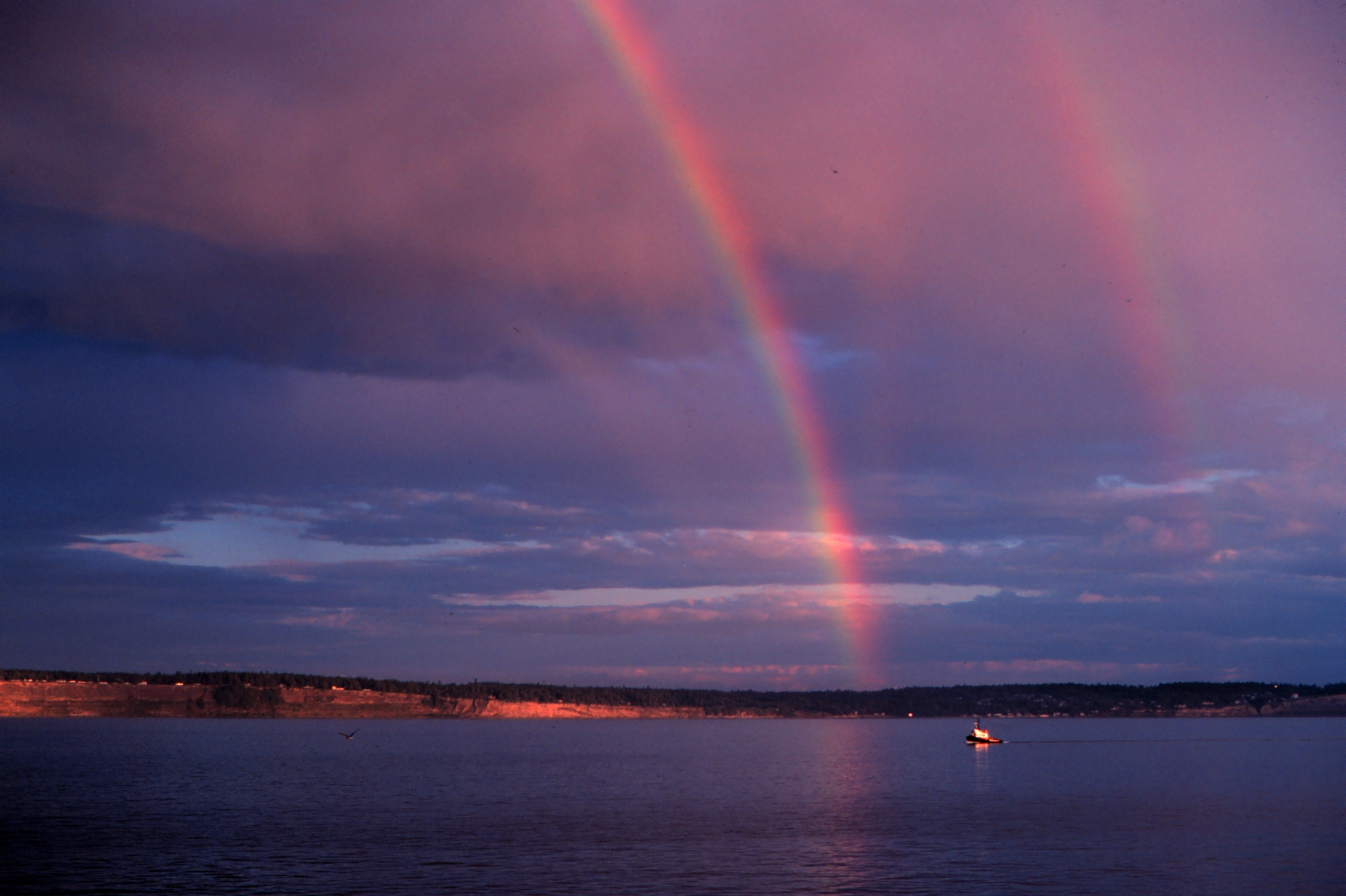
안쪽에 있는 무지개와 바깥쪽에 있는 무지개의 색 배열이 다르다.
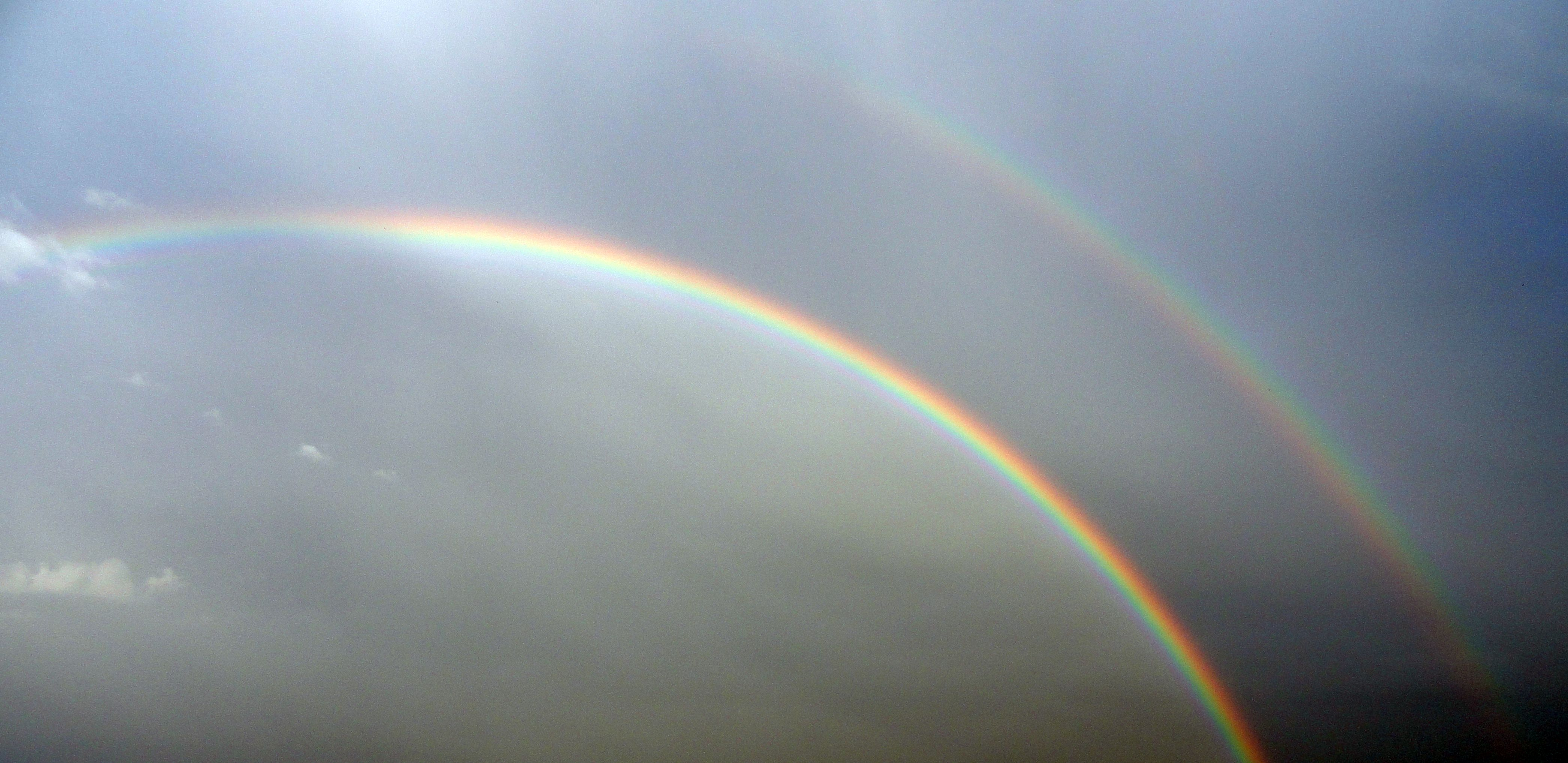
안쪽에 있는 무지개와 바깥쪽에 있는 무지개의 색 배열이 다르다.
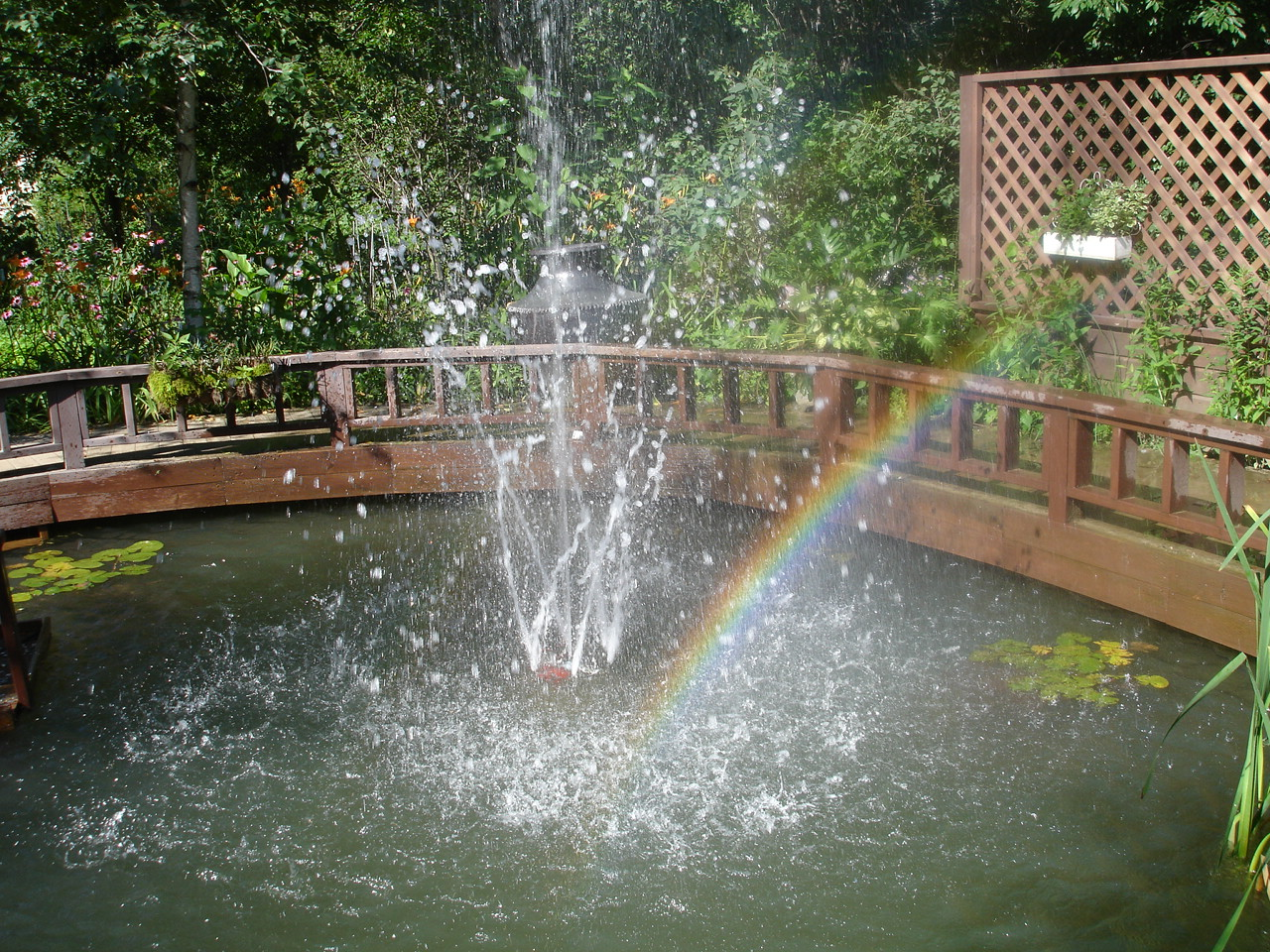
분수와 무지개. 이렇게 분수와 함께 무지개가 생기기도 한다.
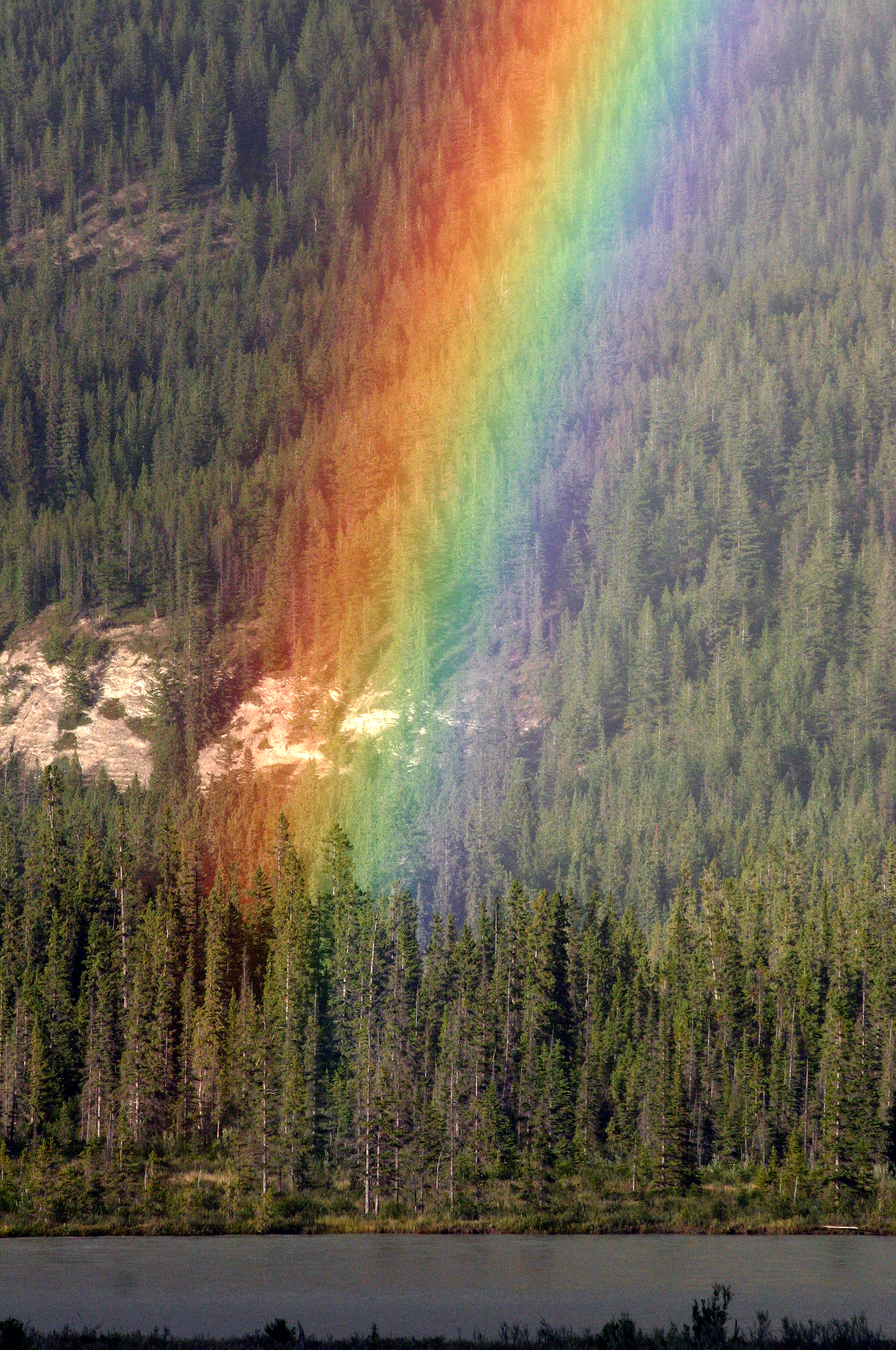
무지개 띠
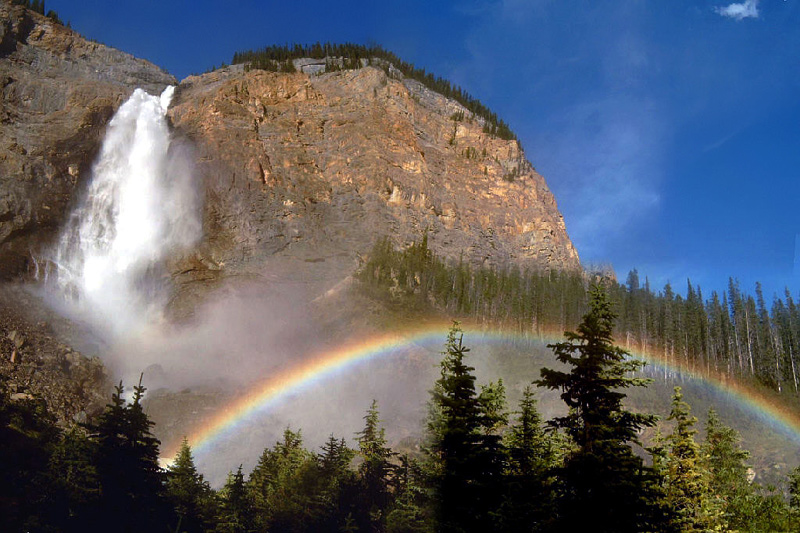
폭포에서 발생하는 무지개

## 같이 보기
- 브로켄 현상 - 구름 위를 나는 비행기나 구름 위로 삐져나온 높은 산 등에서 볼 수 있는 무지개는 이에 의한 것으로, 통상의 무지개와는 원리가 다름.
- 채운 - 구름에 나타나는 무지개.
- 달무지개 - 달빛에 의해 나타나는 무지개.
- 무리 - 해무리와 달무리. 고층운의 육각빙정에 의해 분산되어 원형으로 만들어지는 광학현상.
- 무지개기 - 무지개색을 띤 기.
  - 무지개기 (LGBT) - 성소수자를 상징하는 기.

## 참고 자료
- 세계서 가장 오래 뜬 ‘무지개’…9시간 동안 하늘에 - 서울신문